# Anoeme vingerhoedti
Anoeme vingerhoedti är en skalbaggsart som beskrevs av Thierry Bouyer 2006. Anoeme vingerhoedti ingår i släktet Anoeme och familjen långhorningar. Inga underarter finns listade i Catalogue of Life.